# Cour suprême du Connecticut
La Cour suprême du Connecticut (en anglais : Connecticut Supreme Court) est le plus haut tribunal de l'État américain du Connecticut. Elle comprend le juge en chef et six juges associés qui siègent à Hartford. Les juges sont nommés par le gouverneur et approuvés par l'Assemblée générale du Connecticut.